# 渡辺洪基
- 渡辺洪基
- 渡邉洪基
- 渡邊洪基

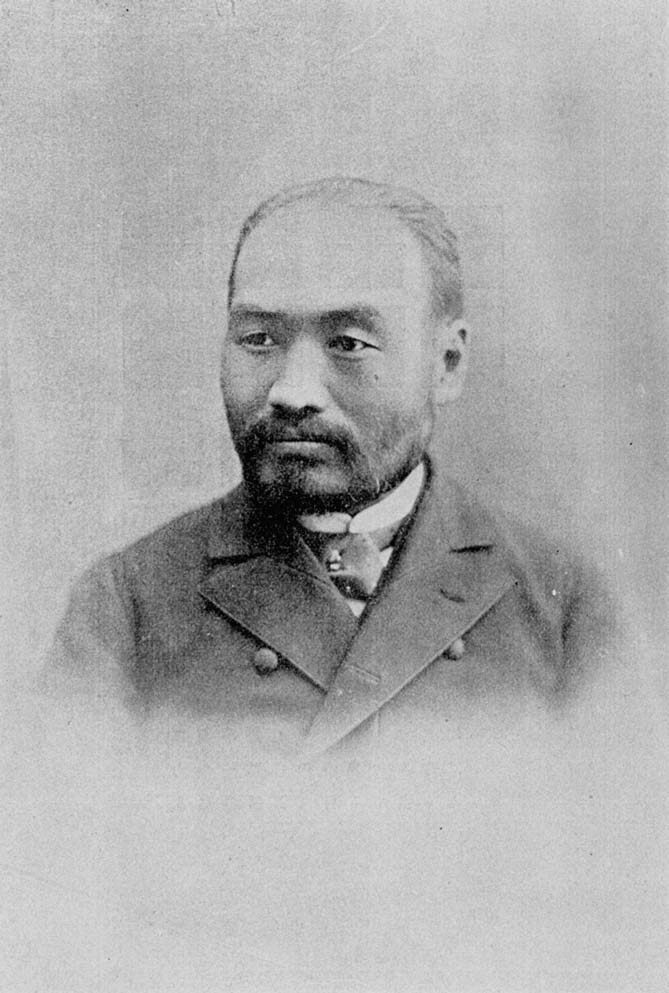
渡辺洪基

渡辺 洪基（わたなべ ひろもと / こうき、1848年1月28日〈弘化4年12月23日〉- 1901年〈明治34年〉5月24日）は、江戸時代末期（幕末）から明治時代の日本の医師（軍医）、官僚、政治家。幼名・孝一郎、号は浩堂、旦堂。
越前国南条郡府中（のち福井県南条郡武生町、現越前市）生まれ。府中の立教館、福井藩医学校済世館で学んだ後、下総国佐倉の佐藤舜海の下で医学を修め、江戸で開成所（箕作麟祥）、福沢諭吉の蘭学・英学塾（後の慶應義塾）等で英学を学ぶ。次いで幕府医学所の句読師となったが、戊辰戦争勃発で失職、会津藩へ赴き英学を教授したが、会津戦争の敗北に伴い庄内藩へ向かう途上、米沢藩に招かれ、洋学校開設に尽力した。
大学（文部省の前身）及び外務省に出仕後、元老院議官、東京府知事、帝国大学（東京大学の前身）初代総長、文官試験局長官、駐オーストリア兼スイス公使、衆議院議員、貴族院議員等を歴任し、興亜会、東京統計協会（日本統計協会の前身の一つ）、国家学会、日本建築学会、工業化学会（日本化学会の前身の一つ）など多数の学会会長を務めた他、工手学校（工学院大学の前身）、大倉商業学校（東京経済大学の前身）の設立に関わった。

## 経歴
- 1848年（弘化4年） - 越前国南条郡府中善光寺通（現越前市）に福井藩士で医者の渡辺静庵の長男として生まれる。母の名は蔦埜（つたの）。
- 1857年（安政4年） - 府中の立教館に入学（10歳）。のち福井の済世館で学ぶ。
- 1864年（元治元年） - 18歳で下総国佐倉の佐藤舜海に師事。
- 1865年（慶応元年） - 福澤諭吉に師事して慶應義塾に入塾。
- 1867年（慶応3年）  - 幕府医学所に派遣され句読師となる。頭取は松本良順。
- 1868年（明治元年） - 会津藩で英学教授後、米沢藩の洋学校開設に尽力。慶應義塾の長島鷲之介・横尾東作らが協力。
- 1869年（明治2年） - 上京及び帰郷後、再度上京。大学少助教に。
- 1870年（明治3年） - 大学中助教に。外務省大録（議長級）に転じる。
- 1871年（明治4年） - 特命全権大使二等書記官として岩倉使節団に随行（22歳）。
- 1872年（明治5年） - アメリカ到着後、依願帰国。外務省六等出仕に。
- 1873年（明治6年） - 二等書記官、在オーストリア及びイタリア公使館在勤を被命。赴任後、イタリア在勤は免じられ、一等書記官に。
- 1874年（明治7年） - 在オーストリア臨時代理公使。
- 1876年（明治9年） - 前年の公使館在勤被免後、欧州アジアを漫遊し帰国。外務権大丞に。
- 1877年（明治10年） - 外務権大書記官に。内国勧業博覧会御用掛兼勤。
- 1878年（明治11年） - 外務大書記官に。太政官大書記官に（法制局専務）。以後、1881年迄に法制部専務・同主事、司法部主事、外務省記録局長等を歴任。
- 1882年（明治15年） - 元老院議官に（1884年7月迄）。
- 1884年（明治17年） - 工部少輔に。
- 1885年（明治18年） - 東京府知事着任。
- 1886年（明治19年） - 帝国大学（現東京大学）初代総長（39歳）。
- 1887年（明治20年） - 工手学校（工学院大学の前身）を築地に設立（40歳）。
- 1890年（明治23年） - オーストリア兼スイス駐箚特命全権公使に（1892年迄）。
- 1891年（明治24年） - 芝紅葉館において、慶應義塾の同窓である中沢彦吉、九鬼隆一、加藤政之助、加藤六藏、柏田盛文、犬養毅、井上角五郎、牛場卓蔵、鹿島秀麿、塩路彦右衛門、橋本久太郎らと共に同窓会を行う。
- 1892年（明治25年） - 依願退官。両毛鉄道社長（45歳）。品川弥二郎の手引により国民協会創立に参画。第2回衆議院議員総選挙に東京府第2区より出馬し当選。
- 1895年（明治28年） - 慶應義塾評議員
- 1897年（明治30年）12月23日 - 貴族院議員に勅選[6]。
  - 12月28日 - 錦鶏間祗候[7]
- 1900年（明治33年） - 政商・大倉喜八郎の設立した大倉商業学校の督長（校長）に就任する。
- 1901年（明治34年） - 死去。享年54。

## 栄典
位階
- 明治4年1月24日 - 従七位
- 明治4年12月9日 - 正七位
- 1873年（明治6年）6月25日 - 従六位
- 1874年（明治7年）2月18日 - 正六位
- 1879年（明治12年）12月15日 - 従五位
- 1882年（明治15年）6月30日 - 従四位
- 1886年（明治19年）10月20日 - 従三位[8]
- 1901年（明治34年）4月16日 - 正三位[9]

勲章等
- 1883年（明治16年）4月27日 - 勲三等旭日中綬章
- 1888年（明治21年）5月29日 - 勲二等旭日重光章[10]
- 1889年（明治22年）11月25日 - 大日本帝国憲法発布記念章[11]
- 1901年（明治34年）4月16日 - 勲一等瑞宝章[9]

外国勲章佩用允許
- 1898年（明治31年）7月4日 - イタリア王冠勲章（英語版）グランデ・ウッフィチャーレ（イタリア語版）（イタリア国）[12]